# 2964 Яшек
2964 Яшек (2964 Jaschek) — астероїд головного поясу, відкритий 16 липня 1974 року.
Тіссеранів параметр щодо Юпітера — 3,351.